# Alfred Kongstad
Alfred Mørch Kongstad (født 9. november 2005 i København) er en cykelrytter fra Danmark, der kører for Airtox-Carl Ras.